# U 79 (U-Boot, 1916)
U 79 war ein dieselelektrisches Minen-U-Boot des Kriegsauftrags „E“ der deutschen Kaiserlichen Marine. Es kam im Ersten Weltkrieg zum Einsatz. Nach dem Ersten Weltkrieg wurde das U-Boot an Frankreich ausgeliefert und diente bis 1935 als Victor Reveille in der französischen Marine.

## Besonderheit der Bewaffnung und Motorisierung
Die Hauptaufgabe von U 79 war das Legen von Seeminen, von denen bis zu 38 Stück im Bootsinneren transportiert werden konnten. Sie wurden über zwei Auslassrohre im Bootsheck verlegt. Es handelte sich somit nicht primär um ein U-Boot für Torpedoangriffe. Es war verglichen mit anderen Hochsee-U-Booten relativ schwach motorisiert. Selbst die Überwassergeschwindigkeit blieb im einstelligen Bereich. Die Torpedobewaffnung diente vorrangig zur Selbstverteidigung.

## Einsätze
U 79 lief am 9. April 1916 bei der Vulcan-Werft in Hamburg vom Stapel und wurde am 25. Mai 1916 in Dienst gestellt. Das U-Boot wurde Ende Juli 1916 der I. U-Boot-Flottille zugeordnet. Der Indienststellungs-Kommandant war Kapitänleutnant Heinrich Jeß (25. Mai 1916 bis 20. Februar 1917). Weitere Kommandanten waren Otto Rohrbeck (bis Oktober 1917), Karl Thouret (Oktober 1917 bis Mai 1918), Woldemar Petri und Kurt Slevogt (Oktober/November 1918). Versenkungen erzielten neben Jeß nur Rohrbeck und Thouret.
U 79 führte während des Ersten Weltkriegs neun Operationen in der Nordsee und im östlichen Nordatlantik durch, die bis vor die Küste Portugals reichten. Dabei wurden 21 Handelsschiffe kriegführender Mächte und neutraler Staaten mit einer Gesamttonnage von 33.731 BRT sowie ein Kriegsschiff mit 14.100 BRT versenkt.
Das größte von U 79 versenkte Schiff war der britische Panzerkreuzer Drake, der am 2. Oktober 1917 nördlich von Irland bei Rathlin torpediert wurde. Dabei starben 18 Besatzungsmitglieder.
Das größte versenkte zivile Schiff war die Counsellor mit knapp 5.000 BRT. Der britische Frachter lief auf seiner Fahrt von San Francisco nach Liverpool am 14. September 1916 vor der irischen Südküste auf eine von U 79 gelegte Mine und sank. Der britische Frachter Camito war mit über 6.600 BRT noch größer, wurde aber bei einem von U 79 verursachten Minentreffer am 13. August 1917 nur beschädigt.

## Verbleib
Zehn Tage nach dem Waffenstillstand wurde U 79 am 21. November 1918 als Kriegsbeute an Frankreich ausgeliefert. Ab dem 1. Juni 1922 war das U-Boot unter dem Namen Victor Reveille (kurz: VR) Teil der französischen Marine. Am 27. Juli 1935 wurde es ausgemustert und 1936 verschrottet.